# Pontcharra
Pontcharra är en kommun i departementet Isère i regionen Auvergne-Rhône-Alpes i sydöstra Frankrike. Kommunen ligger i kantonen Goncelin som tillhör arrondissementet Grenoble. År 2022 hade Pontcharra 7 373 invånare.

## Befolkningsutveckling
Antalet invånare i kommunen Pontcharra
Referens:INSEE